# Европейская телекоммуникационная спутниковая организация
Европейская телекоммуникационная спутниковая организация (The European Telecommunications Satellite Organization, EUTELSAT IGO) — международная спутниковая телекоммуникационная организация. Была образована в 1977 году. В 1982 году была принята конвенция организации и начался приём стран-участниц. Членами организации стали 49 стран: Франция (1984), Монако (1984), Дания (1984), Норвегия (1984), Швеция (1984), ФРГ (1984), Австрия (1985), Бельгия (1985), Ватикан (1985), Великобритания (1985), Нидерланды (1985), Турция (1985), Швейцария (1985), Кипр (1985), Испания (1985), Ирландия (1985), Италия (1985), Сан-Марино (1985), Португалия (1985), Финляндия (1985), Греция (1987), Исландия (1987), Лихтенштейн (1987), Люксембург (1987), Мальта (1987), Румыния (1990), Литва (1991), Польша (1991), Азербайджан (1992), Армения (1992), Грузия (1992), Хорватия (1992), Албания (1993), Венгрия (1993), Украина (1993), Чехия (1993), Босния и Герцеговина (1993), Андорра (1994), Белоруссия (1994), Россия (1994), Молдавия (1994), Латвия (1994), Болгария (1996), Словения (1997), Казахстан (1998), Северная Македония (2000), Сербия (2002), Черногория (2009). Первый спутник (Eutelsat I F-1 или ECS-1) этой организации был выведен на орбиту в 1983 году.
В 2001 году активы организации были выделены в частную компанию Eutelsat.
Основными задачами организации являются сохранение радиочастот и позиций на орбите, выделенных европейским странам Международным союзом электросвязи, и надзор за соответствием деятельности компании Eutelsat конвенции, подписанной странами-участницами организации.